# Улица Мокроусова (Симферополь)
Улица Мокроусова — улица в Киевском районе Симферополя. Названа в честь советского военного деятеля Алексея Мокроусова. Общая протяжённость — 520 м.

## Расположение
Улица находится между Киевской и Гаспринского. Пересекается улицами Фрунзе, Тургеньева и Аксакова. Общая протяжённость улицы составляет 520 метров.

## История

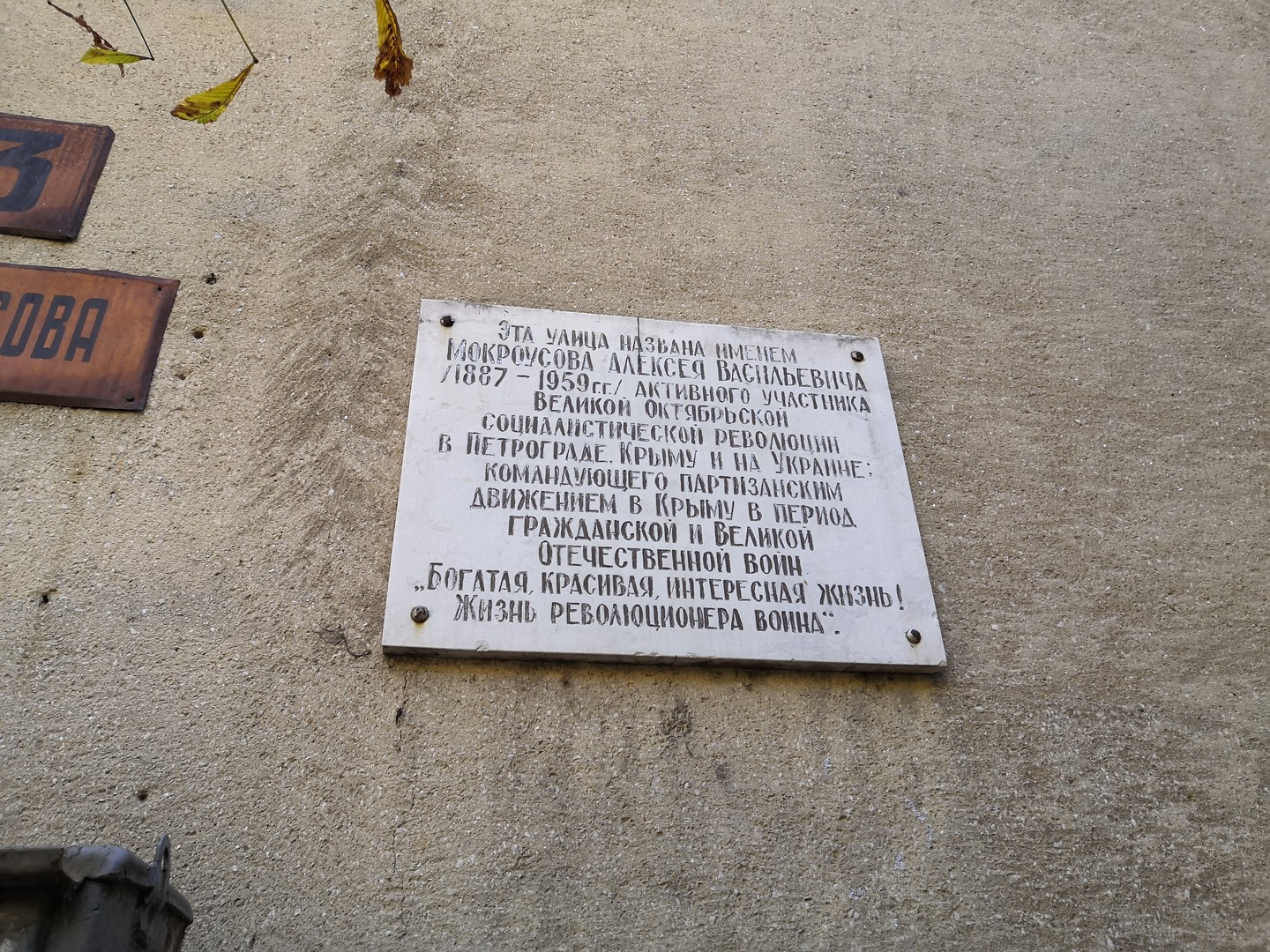
Аннотационная доска на доме № 23, 2019 год

В первой половине XIX века участок леса приобрёл химик Феликс де Серр, где разбил свой сад. Во второй половине XIX территория сада отходит к новым владельцам, которые застраивают территорию домами, в результате чего появляется улица Южная. Во время немецкой оккупации в 1941—1944 сохранила своё название (нем. Südliche Strasse).
В 1960 году улицу переименовывают в часть советского военного деятеля Алексея Мокроусова, который проживал в доме № 10 на соседней улице Фрунзе. В 1967 году дом был снесён, а на его месте был выстроен пятиэтажный типовой жилой дом. В доме № 23 на углу с улицей Киевской в честь Мокроусова установлена мемориальная доска с текстом: «Эта улица названа именем Мокроусова Алексея Васильевича. Активного участника Великой Октябрьской социалистической революции в Петрограде, Крыму и на Украине; командующего партизанским движением в Крыму в период гражданской и Великой Отечественной войн. „Богатая, красивая, интересная жизнь! жизнь революционера воина“».
К 1983 году на улице Мокроусова, №6 находился ряд жилых домов и средняя школа № 7 имени А. В. Мокроусова. В здании школы располагается музей «Партизанской славы Крыма».

## Здания и учреждения
- № 7 — Исламский культурный центр «Альраид»[6].